# Kim Hyun-sook
Kim Hyun-sook (16 de octubre de 1978) es una actriz y comediante surcoreana. Conocida por interpretar el personaje principal en Ugly Miss Young-Ae, una larga comedia que retrata la realidad de una mujer soltera y mayor en Corea del sur.

## Biografía
Estudió en la Universidad Kyungsung.

## Filmografía

### Series de televisión
| Año       | Título                         | Rol                                                        | Red  | Ref.         |
| --------- | ------------------------------ | ---------------------------------------------------------- | ---- | ------------ |
| 2007      | Ugly Miss Young-Ae - Season 1  | Lee Young-ae                                               | tvN  |              |
| 2007      | Ugly Miss Young-Ae - Season 2  | Lee Young-ae                                               | tvN  |              |
| 2008      | Ugly Miss Young-Ae - Season 3  | Lee Young-ae                                               | tvN  |              |
| 2008      | Ugly Miss Young-Ae - Season 4  | Lee Young-ae                                               | tvN  |              |
| 2009      | Ugly Miss Young-Ae - Season 5  | Lee Young-ae                                               | tvN  |              |
| 2009-2010 | Ugly Miss Young-Ae - Season 6  | Lee Young-ae                                               | tvN  |              |
| 2010      | Ugly Miss Young-Ae - Season 7  | Lee Young-ae                                               | tvN  | [ 2 ]        |
| 2010-2011 | Ugly Miss Young-Ae - Season 8  | Lee Young-ae                                               | tvN  |              |
| 2011-2012 | Ugly Miss Young-Ae - Season 9  | Lee Young-ae                                               | tvN  |              |
| 2012      | Ugly Miss Young-Ae - Season 10 | Lee Young-ae                                               | tvN  |              |
| 2012      | Vampire Prosecutor - Season 2  | Lee Young-ae (episodio 8)                                  | OCN  |              |
| 2012-2013 | Ugly Miss Young-Ae - Season 11 | Lee Young-ae                                               | tvN  |              |
| 2013      | Ugly Miss Young-Ae - Season 12 | Lee Young-ae                                               | tvN  |              |
| 2014      | Let's Eat                      | Lee Young-ae, clienta de la cafetería (cameo, episodio 16) | tvN  |              |
| 2014      | Ugly Miss Young-Ae - Season 13 | Lee Young-ae                                               | tvN  | [ 3 ]        |
| 2015      | Ugly Miss Young-Ae - Season 14 | Lee Young-ae                                               | tvN  |              |
| 2016      | Hey Ghost, Let's Fight         | Shaman (cameo, episodio 16)                                | tvN  |              |
| 2016-2017 | Ugly Miss Young-Ae - Season 15 | Lee Young-ae                                               | tvN  |              |
| 2017      | Queen of Mystery               | Kim Kyung-mi                                               | KBS2 |              |
| 2018      | Queen of Mystery 2             | Kim Kyung-mi                                               | KBS2 |              |
| 2020      | Shall We Eat Dinner Together?  | Park Geun-hee                                              | MBC  |              |
| 2022      | Propuesta laboral              | Yeo Eui-joo                                                | SBS  | [ 4 ]        |
| 2022      | Alquimia de almas              | Criada Park                                                | tvN  | [ 5 ] [ 6 ]  |
| 2022      | Curtain Call                   | Gerente del Hotel Nakwon                                   | KBS2 | [ 7 ]        |
| 2024-25   | Namib                          | Hong Jung-hwa                                              | ENA  | [ 8 ]        |
| 2025      | Otro brindis para el amor      | Madre de Ki-bum                                            | tvN  | [ 9 ] [ 10 ] |

### Cine
| Año  | Título                                   | Rol                                 |
| ---- | ---------------------------------------- | ----------------------------------- |
| 2001 | Friend                                   | Miembro de la pandilla 7 Princesses |
| 2002 | Champion                                 | conductora                          |
| 2003 | An Old Proposal of Marriage (short film) | Ji-soon                             |
| 2005 | Baribari Jjang                           | (cameo)                             |
| 2006 | 200 Pounds Beauty                        | Park Jung-min                       |
| 2008 | What Happened Last Night?                | Hyun-joo                            |
| 2009 | Where is Jung Seung-pil?                 | Ahn Seong-daek                      |
| 2009 | Sky and Ocean                            | (cameo)                             |
| 2011 | Spellbound                               | Min-jung                            |
| 2013 | Tough as Iron                            | Organ broker                        |
| 2014 | Miss Granny                              | Park Na-young                       |

### Apariciones en programas de televisión
| Año  | Programa    | Notas                                                 |
| ---- | ----------- | ----------------------------------------------------- |
| 2016 | Battle Trip | 2 episodios (Ep. #7-8) - participó junto a Kim Ok-bin |

## Premios y nominaciones
| Año  | Categoría               | Premio          | Serie              | Resultado |
| ---- | ----------------------- | --------------- | ------------------ | --------- |
| 2018 | Best Supporting Actress | KBS Drama Award | Queen of Mystery 2 | Ganó      |